# Nikol Prado
Nikol Prado (3 de julio de 1981) es un exfutbolista peruano. Jugaba de defensa, actualmente se desempeña como director técnico de Foot Ball Club Aurora . Tiene 43 años.

## Clubes

### Como jugador
| Club                 | País | Año       |
| -------------------- | ---- | --------- |
| La Libertad          | Perú | 1996      |
| San Simón            | Perú | 1997-1998 |
| Mariscal Nieto       | Perú | 1999      |
| Deportivo Miramar    | Perú | 1999      |
| Virgen de Chapi      | Perú | 2000-2001 |
| América Cochahuayco  | Perú | 2001      |
| Senati FBC           | Perú | 2002-2004 |
| Atlético Universidad | Perú | 2005      |
| IDUNSA               | Perú | 2005      |
| Academia Municipal   | Perú | 2006      |
| FBC Total Clean      | Perú | 2006-2007 |
| FBC Melgar           | Perú | 2008      |
| Cobresol FBC         | Perú | 2009-2010 |
| Real Garcilaso       | Perú | 2011      |
| Sportivo Huracán     | Perú | 2011-2012 |
| Defensor El Carmen   | Perú | 2012      |
| FBC Aurora           | Perú | 2013      |

### Como entrenador
| Club                 | País | Año         |
| -------------------- | ---- | ----------- |
| Atlético Pisco       | Perú | 2015        |
| F. B. C. Aurora      | Perú | 2016        |
| Defensor El Carmen   | Perú | 2017        |
| Virgen de las Nieves | Perú | 2018        |
| Social Corire        | Perú | 2018        |
| Nacional FBC         | Perú | 2019 - 2021 |
| F. B. C. Aurora      | Perú | 2022        |
| Juventus Corazón     | Perú | 2022 -      |

## Palmarés
| Título                    | Club        | País | Año  |
| ------------------------- | ----------- | ---- | ---- |
| Copa Perú                 | Total Clean | Perú | 2006 |
| Segunda División del Perú | Cobresol    | Perú | 2010 |